# Mohamad bin Hamzah

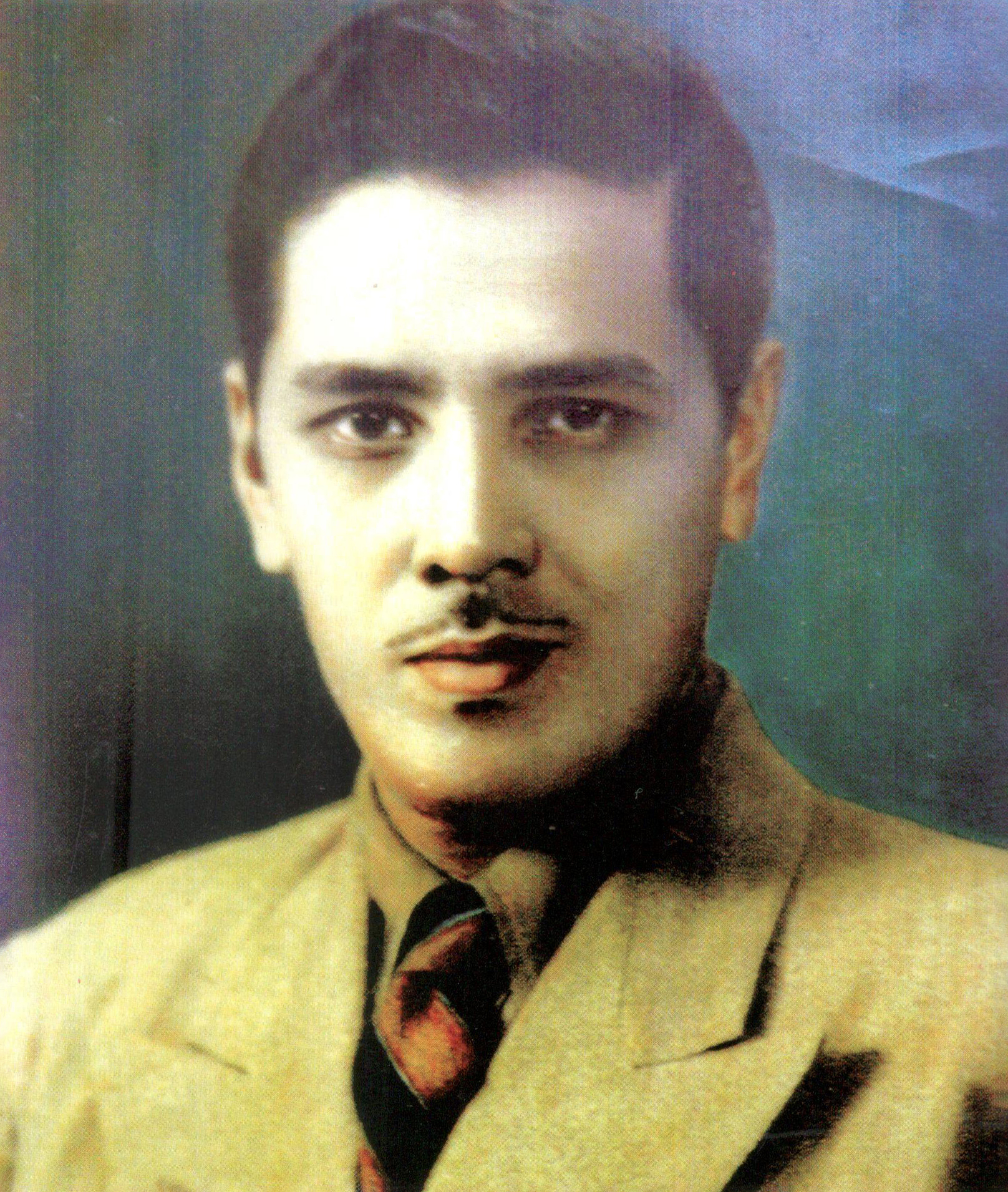
Mohamad bin Hamzah

Mohamed bin Hamzah (* 5. März 1918 in Singapur; † 19. Februar 1993 in Kuala Lumpur) war ein malaysischer Vexillograph und Architekt. Er ist der Schöpfer des Jalur Gemilang, der Flagge Malaysias. Er arbeitete als Architekt im Bundesstaat Johor und wurde beauftragt, viele Regierungsstrukturen und Gebäude in den Bundesstaaten Malaysias zu bauen.

## Leben
Hamzah wurde in Kampung Melayu Majidee, Johor Bahru, Johor am 5. März 1918 geboren. Er hatte neun weitere Geschwister und ging zur Bukit Zahara Grundschule und später zum English College Johore Bahru. Außerdem absolvierte er einen Postkunstkurs an der Press Art School, Tudor Hall, Forest Hill, London. 1936 wurde er von der Regierung von Johor  gesponsert, um sein Kunststudium am Raffles College, Singapur, Straits Settlements, fortzusetzen, bevor er im Jahr darauf seine Karriere als Ingenieur im Public Works Department, Johor Bahru, begann.